# Tōin
Tōin (東員町?) è una cittadina giapponese della prefettura di Mie.